# شانیس آنتونت بانتون
شانیس آنتونت بانتون (انگلیسی: Shanice Antonette Banton؛ زادهٔ ۸ دسامبر ۱۹۹۲) بازیگر اهل کانادا است.
از فیلم‌ها یا برنامه‌های تلویزیونی که وی در آن نقش داشته‌است، می‌توان به ماجراهای مرداک، کارآگاهان خصوصی، پناهگاه، دگراسی: نسل بعدی و نژاد اشاره کرد.